# Institut Ignasi Villalonga d'Economia i Empresa
L'Institut Ignasi Villalonga d'Economia i Empresa (IIVEE) és una associació sense ànim de lucre que agrupa empresaris, professionals i institucions de l'Euroregió de l'Arc Mediterrani (EURAM) amb la intenció de fomentar la cooperació entre les regions del Mediterrani nord-occidental, a partir d'unes coincidències històriques, lingüístiques, socials, i de mentalitat empresarial. Aquest objectiu passa per aprofitar les potencialitats i sinergies d'aquest gran territori estratègic format per Catalunya, Andorra, el País Valencià, les Illes Balears i de la Catalunya Nord, davant els canvis econòmics i polítics que es produeixen a Europa.
Creat el juny de 2002, a la ciutat de València, amb el suport de la Xarxa Vives d'Universitats i la Universitat d'Alacant, sota la direcció de Josep Vicent Boira, rep el nom de l'empresari valencià Ignasi Villalonga.
Rep també el suport d'entitats i institucions diverses com ara les Cambres de Comerç de l'Arc Mediterrani, els governs autonòmics de Catalunya, el País Valencià, les Illes Balears i el del Departament dels Pirineus Orientals a l'Estat francès, i també d'associacions empresarials, fires comercials, bancs, caixes d'estalvis, d'empreses i organismes internacionals com la Unió Europea o l'Organització Mundial del Turisme, entre d'altres.
L'institut promou les Jornades Econòmiques de l'EURAM, la concessió de més de vuitanta beques a la investigació de l'economia i l'empresa, així com la creació (2003) de la càtedra Ignasi Villalonga a Castelló. Així mateix ha creat els Cercles EURAM, subdivisions de nivell inferior que agrupa els empresaris i les entitats de cadascuna de les àrees territorials que formen l'EURAM.
L'Institut Ignasi Villalonga s'ha destacat per treballar a favor de la declaració com a prioritari de l'anomenat Corredor Mediterrani. El desembre de 2010 presentà al Parlament Europeu les conclusions del Llibre Blanc de les Infraestructures de l'Arc Mediterrani.

## Cercles EURAM
- Cercle EURAM de La Safor
- Cercle EURAM de la Marina
- Cercle EURAM del Vallès
- Cercle EURAM de l'Empordà
- Cercle EURAM de la Garrotxa
- Cercle EURAM del Ripollès
- Cercle EURAM d'Osona